# Rugby à sept aux Jeux olympiques
Pour les articles homonymes, voir Rugby aux Jeux olympiques.
Le rugby à sept fait son entrée au programme des Jeux olympiques lors de l'édition de 2016 disputée à Rio de Janeiro. Le sport revient aux Jeux 92 ans après le quatrième et dernier tournoi olympique en date disputé à XV, à Paris en 1924.
Un tournoi masculin et un tournoi féminin sont disputés par douze équipes chacun.

## Histoire

### Vote
Après des tentatives infructueuses réalisées en 2002 et 2005, c'est par le vote du 9 octobre 2009 à Copenhague, que Comité international olympique approuve l'entrée du rugby à sept au programme olympique avec 81 voix pour et 8 contre.

### Entrée aux Jeux
La Française Camille Grassineau est la première joueuse à marquer un essai dans l'histoire du rugby à sept aux Jeux olympiques, lors du match d'ouverture de l'édition de 2016 opposant les équipes féminines de la France et de l'Espagne. Lors de ce match, l'équipe de France féminine devient aussi la première équipe à remporter un match de rugby à sept aux Jeux olympiques.
L'équipe d'Australie féminine remporte le premier titre olympique de la discipline, à l'issue d'une finale face aux Néo-Zélandaises (24-17). Le Canada remporte la médaille de bronze en battant la Grande-Bretagne. Les Australiennes terminent en tête de leur poule, puis défont l'Espagne (24-0) et le Canada (17-5). La Néo-Zélandaise Portia Woodman termine meilleure marqueuse de la compétition avec 10 essais, devant sa compatriote McAlister et les Australiennes Caslick et Tonegato (7 essais chacune).
Les Fidji sont les premiers champions olympiques de la discipline chez les hommes, après leur large victoire en finale face à la Grande-Bretagne (42-7, 7 essais à 1). L'Afrique du Sud complète le podium après avoir vaincu la surprenante équipe du Japon. C'est la première médaille olympique de l'histoire pour les Fidji. Sortis en tête de la poule A, les Fidjiens battent la Nouvelle-Zélande en quart de finale (12-7) puis le Japon (20-5). Osea Kolinisau est le capitaine d'équipe et porte drapeau de son pays ; Josua Tuisova termine meilleur marqueur d'essai de son équipe avec 5 réalisations, soit une de moins que l'Américain Carlin Isles, meilleur marqueur de la compétition.

## Format de la compétition
Aux Jeux olympiques de Rio, les deux tournois olympiques de rugby à sept se déroulent dans le stade de Deodoro, situé dans la zone de compétition du même nom, et durent trois jours chacun, du 6 au 8 août 2016 pour les femmes, du 9 au 11 août pour les hommes. Dans chaque tournoi, les équipes jouent deux matchs par jour au premier tour. Celui-ci se dispute avec trois poules de quatre équipes, la victoire apportant 3 points, le nul 2 points et la défaite 1 point. Les deux premiers de chaque poule et les deux meilleurs troisièmes accèdent aux quarts de finale, suivis des demi-finales, des matchs pour la médaille de bronze et des finales, le 7 août pour les dames, le 11 pour les hommes.

## Palmarès

### Tournoi masculin
| Édition | Lieu           | Or     | Argent           | Bronze         |
| 2016    | Rio de Janeiro | Fidji  | Grande-Bretagne  | Afrique du Sud |
| 2020    | Tokyo          | Fidji  | Nouvelle-Zélande | Argentine      |
| 2024    | Paris          | France | Fidji            | Afrique du Sud |

### Tournoi féminin
| Édition | Lieu           | Or               | Argent           | Bronze     |
| 2016    | Rio de Janeiro | Australie        | Nouvelle-Zélande | Canada     |
| 2020    | Tokyo          | Nouvelle-Zélande | France           | Fidji      |
| 2024    | Paris          | Nouvelle-Zélande | Canada           | États-Unis |

## Bilan

### Tableau des médailles
| Rang  | Nation           | Or | Argent | Bronze | Total |
| ----- | ---------------- | -- | ------ | ------ | ----- |
| 1     | Nouvelle-Zélande | 2  | 2      | 0      | 4     |
| 2     | Fidji            | 2  | 1      | 1      | 4     |
| 3     | France           | 1  | 1      | 0      | 2     |
| 4     | Australie        | 1  | 0      | 0      | 1     |
| 5     | Canada           | 0  | 1      | 1      | 2     |
| 6     | Grande-Bretagne  | 0  | 1      | 0      | 1     |
| 7     | Afrique du Sud   | 0  | 0      | 2      | 2     |
| 8     | Argentine        | 0  | 0      | 1      | 1     |
| 8     | États-Unis       | 0  | 0      | 1      | 1     |
| Total | Total            | 6  | 6      | 6      | 18    |

### Résultats du tournoi masculin
| Pays             | 2016 | 2020 | 2024 | Participations |
| ---------------- | ---- | ---- | ---- | -------------- |
| Afrique du Sud   | 3e   | 5e   | 3e   | 3              |
| Argentine        | 6e   | 3e   | 7e   | 3              |
| Australie        | 8e   | 7e   | 4e   | 3              |
| Brésil           | 12e  | –    | –    | 1              |
| Canada           | –    | 8e   | –    | 1              |
| Corée du Sud     | –    | 12e  | –    | 1              |
| Espagne          | 10e  | –    | –    | 1              |
| États-Unis       | 9e   | 6e   | 8e   | 3              |
| Fidji            | 1er  | 1er  | 2e   | 3              |
| France           | 7e   | –    | 1er  | 2              |
| Grande-Bretagne  | 2e   | 4e   | –    | 2              |
| Irlande          | –    | 10e  | 6e   | 2              |
| Japon            | 4e   | 11e  | 12e  | 3              |
| Kenya            | 11e  | 9e   | 9e   | 3              |
| Nouvelle-Zélande | 5e   | 2e   | 5e   | 3              |
| Samoa            | –    | –    | 10e  | 1              |
| Uruguay          | –    | –    | 11e  | 1              |

### Résultat du tournoi féminin
| Pays             | 2016 | 2020 | 2024 | Participations |
| ---------------- | ---- | ---- | ---- | -------------- |
| Afrique du Sud   | –    | –    | 11e  | 1              |
| Australie        | 1re  | 5e   | 4e   | 3              |
| Brésil           | 9e   | 11e  | 10e  | 3              |
| Canada           | 3e   | 9e   | 2e   | 3              |
| Chine            | –    | 7e   | 6e   | 2              |
| Colombie         | 12e  | –    | –    | 1              |
| Espagne          | 7e   | –    | –    | 1              |
| États-Unis       | 5es  | 6e   | 3e   | 3              |
| Fidji            | 8es  | 3e   | 12e  | 3              |
| France           | 6e   | 2e   | 5e   | 3              |
| Grande-Bretagne  | 4e   | 4e   | 7e   | 3              |
| Irlande          | –    | –    | 8e   | 1              |
| Japon            | 10e  | 12e  | 9e   | 3              |
| Kenya            | 11e  | 10e  | –    | 2              |
| Nouvelle-Zélande | 2e   | 1re  | 1re  | 3              |
| Russie           | –    | 8e   | –    | 1              |